# Хмара, Валентина Никоновна
Валентина Ни́коновна (Николаевна) Хма́ра (4 января 1933 года — 9 октября 1984 года) — советская киноактриса.

## Биография
Родилась 4 января 1933 года в Москве. В школьные годы часто бывала в Малом театре. После окончания в 1951 году московской школы №72 параллельно с попытками поступить в театральные ВУЗы работала техником и сортировщицей на заводе №23, лаборанткой в НИИ. Поступив в институт с третьей попытки, в 1958 году окончила ВГИК (мастерская С. Герасимова и Т. Макаровой). В том же году была принята в штат киностудии «Мосфильм» и Театра-студии киноактёра.
Дебют актрисы в кино состоялся ещё на первом курсе института в короткометражке Сергея Герасимова «Надежда».
Позднее Герасимов пригласил Хмару на роль Машутки Кошевой в свой фильм «Тихий Дон», работа в котором стала одной из лучших в кинобиографии актрисы.
Среди заметных ролей: Валя («За власть Советов»), Маша («Жажда»), Настя («Люблю тебя, жизнь»), Эльза («Бой после победы»).
9 октября 1984 года, находясь на отдыхе в Батуми, попала под колёса поезда.
Похоронена на Ваганьковском кладбище (участок № 19).

## Семья[2]
Отец — Хмара Никон Самойлович (1898 — 1975), геолог.
Мать — Хмара Полина Павловна (1900 — 1975), табельщица на заводе.
Сестра — Хмара Светлана Никоновна (1926 — 2014)
Замужем не была, детей не имела.

## Фильмография
- 1954 — Надежда
- 1956 — В добрый час! — абитуриентка МВТУ имени Баумана
- 1956 — За власть Советов — Валя Перепелицкая
- 1958 — Тихий Дон — Машутка Кошевая
- 1958 — Весенний дождь — Катя
- 1959 — Му-му — эпизод
- 1959 — Жажда — Маша
- 1959 — Сверстницы — однокурсница Тани
- 1960 — Люблю тебя, жизнь! — Настя
- 1960 — Ребята с Канонерского — библиотекарь
- 1961 — Двенадцать спутников — Лена
- 1962 — Телефонистка — Галина
- 1962 — Мальчик мой — Зоя
- 1962 — Как рождаются тосты — Рая
- 1963 — Пропало лето — девушка с лукошком
- 1964 — Ты не один — Валентина
- 1965 — Зелёный огонёк — медсестра
- 1965 — На завтрашней улице — член бригады Прасковьи
- 1965 — Дети Дон Кихота — мать, переживающая за плач своего ребёнка
- 1966 — Путешественник с багажом — пионервожатая
- 1969 — Последние каникулы — Анна Степановна
- 1970 — Поезд в завтрашний день — работница Совнаркома
- 1971 — Вчера, сегодня и всегда — мать Крещука
- 1972 — Укрощение огня — секретарша Башкирцева
- 1972 — Бой после победы — Эльза, аптекарь, разведчица
- 1972 — Огоньки — Наталья
- 1973 — Неисправимый лгун — парикмахер
- 1974 — Дочки-матери — Наташа, воспитательница
- 1976 — Рядом с тобой — Нора Семёновна, пионервожатая
- 1976 — Просто Саша — соседка
- 1976 — Слово для защиты — Валя
- 1977 — Солнце, снова солнце — рыбачка
- 1977 — Где ты, Багира? — Анна, мать Тани
- 1979 — Крутое поле — эпизод
- 1979 — Колька — опера — эпизод
- 1979 — Мужчины и женщины — эпизод
- 1980 — Дом на Лесной — Дуся, подпольщица
- 1980 — Ключ — Нина Петровна, секретарша
- 1981 — Корпус генерала Шубникова — медсестра
- 1982 — Не было печали — мать Саши
- 1982 — Принцесса цирка — дама на скачках
- 1982 — Не хочу быть взрослым — эпизод
- 1984 — Дважды рождённый — медсестра
- 1984 — Я за тебя отвечаю

## Озвучивание
- Украли Старого Тоомаса — девушка
- Красная мантия — Сигне

В фильме «Корпус генерала Шубникова» выступила в качестве композитора.